# بونیفاس ششم

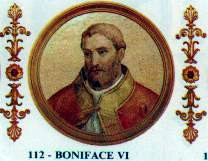

پاپ بونیفاس ششم (به انگلیسی: Boniface VI) یکی از پاپ‌های کلیسای کاتولیک رم بود که در رم به دنیا آمد و از ۸۹۶ تا ۸۹۶ میلادی پاپ بود.